# Campeonato Rondoniense de Futebol de 2002
O Campeonato Rondoniense de Futebol de 2002 foi a 61.ª edição do Campeonato Rondoniense de Futebol.

## Participantes
Participaram do Campeonato Estadual de Rondoniense em 2002, as seguintes agremiações:
- Clube de Futebol da Amazônia, de Porto Velho
- Cruzeiro Esporte Clube, de Porto Velho
- Ji-Paraná Futebol Clube, de Ji-Paraná
- Sport Club Genus Rondoniense, de Porto Velho
- Sociedade Esportiva União Cacoalense, de Cacoal
- Vilhena Esporte Clube, de Vilhena

## Premiação
| Campeonato Rondoniense de 2002 |
| ------------------------------ |
| CFA Campeão (1º título)        |